# Anastasios Andreou
Anastasios Andreou (in greco Αναστάσιος Ανδρέου; Limisso, 1877 – 15 dicembre 1947) è stato un ostacolista greco.

## Biografia
Partecipò alle gare di atletica leggera delle prime Olimpiadi moderne del 1896 ad Atene, nei 110 metri ostacoli. Venne eliminato nella prima batteria.
Andreou gareggiò per la squadra greca, anche se era nativo di Cipro, che, all'epoca, era sotto protettorato britannico ed è per questo che si considera greco questo atleta.